# Валь, Эрнест Георгиевич
Эрнест Георгиевич фон Валь (нем. Ernest Karl Woldemar von Wahl; 26 декабря 1878, мыза Ассик, Эстляндская губерния — 10 октября 1949, Фаллингбостель, ФРГ) — русский генерал, военный историк, художник-любитель.

## Биография
В 1897 году окончил Николаевский кадетский корпус, в 1899 — Николаевское кавалерийское училище, из которого был выпущен гвардии корнетом (старшинство от 9.8.1899) в лейб-гвардии Гродненский гусарский полк. В 1903 году произведён в поручики.
В 1905 году окончил Николаевскую академию генштаба по первому разряду; штабс-ротмистр с переименованием в капитаны Генерального штаба. В 1906 году окончил годовой курс Офицерской кавалерийской школы. С 7 января 1907 по 12 января 1909 года отбывал цензовое командование эскадроном в Гродненском гусарском полку. С 23 января 1909 года — старший адъютант штаба 23-й пехотной дивизии. С 6 декабря 1912 — штаб-офицер для поручений при штабе 24-го армейского корпуса с производством в подполковники.
В первую мировую войну с 6 декабря 1914 года исполнял должность начальника штаба 12-й кавалерийской дивизии с производством в полковники. С 14 мая 1915 — старший адъютант отделения генерал-квартирмейстера штаба 11-й армии. С 19 июля 1916 по 6 марта 1917 года — командир 3-го уланского Смоленского полка. С 6 мая 1917 — в резерве чинов при штабе Одесского военного округа.
В декабре 1917 года произведён в генерал-майоры.
В Белом движении не участвовал, не веря в его успех. После заключения Брестского мира с Германией (1918) выехал в Эстонию, где владел недвижимостью. В 1918 году по оккупированной немцами части России и Украины выехал в своё имение в Крым, оттуда через Грецию — во Францию. В 1919 году жил в Париже, учился в Школе изящных искусств. В 1920 году вернулся в Эстонию. Писал и продавал картины, участвовал в художественных выставках.
В конце Второй мировой войны, передав Эстонской государственной библиотеке свою библиотеку (около 1000 томов), выехал в Германию, .

## Семья
Был женат трижды.

Жена — Клеопатра Александровна Шидловская (1885—1914); дети:
- Наталья,
- Ольга[6].

Жена — Софья Дмитриевна (1894—1989, Брюссель); дочь генерала Д. Г. Щербачёва;
- дочь — Марина (в замужестве Драшусова)[6].

Жена — Бенита фон Нолькен (1896—1982), баронесса;
- два сына[6].

## Военный историк
С 1933 года выпустил ряд книг о боевых действиях частей русской армии во время Первой мировой войны, о причинах поражения Белого движения. При их написании использовал собственные заметки, свидетельства участников событий (воспоминания, заметки, ответы на письменные вопросы), изданные в СССР материалы.

### Избранные сочинения
- Валь Э. Г. Война белых и красных в Финляндии в 1918 г. — Таллин : издание автора, 1936. — 104 с.
- Валь Э. Г. Действия 12-й кавалерийской дивизии в период командования ею свиты Его Величества ген.-майора барона Маннергейма. — Таллин, 1936.
- Валь Э. Г. Значение и роль Украины в вопросе освобождения России от большевиков на основании опыта 1918-20 гг. — Таллин, 1937.
- Валь Э. Г. К истории белого движения. Деятельность генерал-адъютанта Щербачева. — Таллин : издание автора, 1935. — 158 с.
- Валь Э. Г. Кавалерийские обходы генерала Каледина 1914—1915 г.г. — Таллин : издание автора, 1933. — 72 с.
- Валь Э. Г. Как Пилсудский погубил Деникина. — Таллин : издание автора, 1938. — 120 с.
  - Wahl E. G. Zwei Gegner im Osten : Polen als Widersacher Rußlands / Aus d. Russ. übers. A. von der Pahlen. — Dortmund: Volksschaft, 1939. — 98 S.
- Валь Э. Г. Воспоминания : Генеральный штаб — Гражданская война — Эмиграция : 1905—1913, 1918—1919. (хранятся в Архиве русской эмиграции при Храме Живоначальной Троицы в Брюсселе[4])

## Награды
- Орден Святого Станислава 3-й степени (6.12.1912)
- Орден Святого Станислава 2-й степени с мечами (2.5.1915)
- Орден Святой Анны 2-й степени с мечами (19.6.1915)
- Орден Святой Анны 3-й степени с мечами и бантом (25.6.1915)
- Орден Святого Владимира 4-й степени с мечами и бантом (25.6.1915)[5].